# Sergei Mošnikov
Sergei Mošnikov, född 7 januari 1988 i Pärnu, är en estländsk fotbollsspelare som spelar i Paide Linnameeskond. Han har medverkat i 35 landskamper för Estlands landslag.

## Meriter
Flora Tallinn
- Meistriliiga: 2010, 2011
- Estländska cupen: 2008, 2009, 2011
- Estländska supercupen: 2009, 2011

Tallinn Infonet
- Meistriliiga: 2016